# 大日方氏
大日方氏（おおひがたし、おおひなたし、おびなたし）は信濃国水内郡に本拠をおいた日本の氏族。
信濃国守護の小笠原氏の庶流だが、小笠原氏とは敵対関係にあった村上氏に与して小河荘（長野県小川村）を拝領し、本拠とした。後には武田氏に臣従し、水内郡から安曇郡にかけてを領して北信濃に一定の勢力を保った。

## 出自
詳らかではないが、小笠原長利（大日方長政）が祖とされる。下記はその一説である。
分裂していた小笠原氏を統一した小笠原長棟には子がなく、後継者とするため弟の長利（井川城主の小笠原貞朝の四男であったとされる。）を養子とした。ところがその後、長棟に男子（小笠原長時）が誕生し、長利と長時は不和となった。このため長利は小笠原家を出て、安曇郡広津村大日方（現在の長野県生坂村）に館を構えて大日方氏を称したのが始まりとされる。
大日方長利は香坂忠宗（香坂安房守）を後見人とし、当時小笠原氏とは信濃を二分して対抗する勢力であった村上氏に臣従した。
時期については諸説あって定まらないが、村上氏に従属していた小川氏が背いたため、当主の村上顕国は香坂忠宗（香坂安房守）に命じてこれを討たせた。大日方長利はこれに従軍して小川氏の本拠である布留山城（古山城）（長野県小川村）攻略で功を上げた。これによって大日方氏は小河荘（小川庄）を与えられ、大日方長利は大日方長政と名を改め小川・古山城を本城とした。

## 武田氏への臣従
長利の嫡男は直政（讃岐入道）だが男児がなく、弟の直忠（美作入道）が惣領を継承した。この大日方直忠の時代に、甲斐国の武田晴信（信玄）による北信濃侵攻が始まった。武田軍は仁科方面から山県昌景が侵入して小川・古山城への入口に位置する千見城（長野県大町市美麻千見）を落とし、守将の大日方長辰（直長とも、佐渡守）は敗死した。
これを機に大日方氏は、武田氏への恭順派と、抗戦派に二分した。直忠には五人の子がおり、長男の直経は徹底抗戦を唱えたが、残る四人の弟（直武、直長、直龍、直親）は恭順派だった。弟たちは謀議によって文道古城（現在の長野県長野市鬼無里）城主の直経を襲撃し、直経は重傷を負って裾花川（金吾淵と伝えられる）に身を投じて自害した。これによって天文21年（1552年）大日方氏は武田氏への恭順が認められ信濃先方衆となった。
その後、大日方氏は武田氏に従い越後上杉氏との川中島の戦いにも参戦しており、川中島平の中央部とも言える広田地区にも所領を与えられて居館を構えた。直長は、上杉氏によって陥落した千見城を奪還し、武田信玄から感状を受けている。また天文23年（1554年）には安曇郡の中塔城で信濃守護小笠原氏と共に武田氏に抵抗していた二木氏.井深氏らが小笠原氏の逃亡後になってから赦免を願い出た際に大日方氏が仲介をして功績を認められている。永禄元年（1558年）には中条地区の支配権も与えられた。
多数の武田信玄配下と共に麻績氏が生島足島神社へ2通の起請文を提出しており、前日提出文はありきたりの内容だが、翌日再提出の内容は「国侍同士で昵懇にしない、中でも互いに元村上氏の配下であって麻績氏とは支配地が隣接する屋代氏や室賀氏、大日方氏とは殊更仲良くしない」と誓わされている。
直長が出陣した永禄4年（1561年）の第4回川中島の戦いの頃の軍役は110騎と伝えられ、大日方一族全てを合わせると300騎を超えたとも言われており周辺の屋代氏の70騎や麻績氏の10騎、室賀氏の20騎、栗田氏の60騎等に比して突出した規模であり、その動員兵力は9000人～10000人前後にも及ぶものと推定される。天正3年（1575年）の長篠の戦いにも直家を中心に出陣している。
また、上杉謙信の戸隠攻めに際して戸隠から逃れてきた僧侶を受け入れたため、本拠の小川は後世まで「坊」と称された。

## 武田氏滅亡後
天正10年（1582年）3月の甲斐武田氏の滅亡後、織田配下の国衆木曾義昌により領地安堵の朱印を受けた。同年6月の本能寺の変により、武田遺領の甲斐・信濃・上野を巡る「天正壬午の乱」が起きた。川中島四郡（北信地方全域をさす）を支配し越後にまで侵攻しつつあった森長可が突然逃亡すると、無主となった北信濃へ佐久方面から川中島まで兵を進めた北条氏と、それに対抗した上杉氏の侵攻もあって、領地安堵は果たされなかった。
そうして大日方氏は、北条氏が撤退後に徳川氏（甲斐から安曇郡方面へ侵攻）の支援を受けていた旧信濃守護・小笠原氏の一族である小笠原貞慶方に与する直親と、上杉氏が擁立した小笠原洞雪斎方に与する直家に分裂した。その後は、双方ともに信濃国外への転封に随行せず帰農し小川に土着したとされるが、一部は後に上田から松代藩に転封した真田信幸に仕官し、直智が郡奉行に補任された。
現在も小川村を始め近辺には大日方姓は多い。

## その他
- 小川村の古山城跡や郷土資料館に大日方氏が川中島の戦いで身につけたとされる甲冑などの遺物が展示されている。
- 2006年（平成18年）から2010年（平成22年）まで、小川村の村長を大日方茂木が務めた。
- 2007年に小川村教育委員会は、千見城城主だった大日方直長ゆかりの品などを展示した「大日方家『坊』の歴史」展を開催した[3]。
- 2013年10月5日から11月23日にかけて、長野市立博物館特別展において 「山村に生きた武将たち～東の真田 西の大日方」展が開催された[4]。